# Electric Frankenstein
Electric Frankenstein est un groupe américain de punk rock américain, originaire du New Jersey. Il est formé en 1991 par les frères Sal et Dan Canzonieri. Son style musical se catégorise punk rock agrémenté de hard rock et de heavy metal, défini comme du « high energy punk rock and roll ». Ils ont à leur actif une centaine de disques (singles, splits, et plus de 10 albums), tous sortis sur près de 40 labels différents. De nombreux musiciens ont joué ou reviennent régulièrement jouer au sein du groupe pour les enregistrements ou les tournées à travers le monde.

## Historique
Electric Frankenstein est formé en 1992 dans le New Jersey par les frères Sal et Dan Canzonieri (Danny Frankenstein). Il se compose de Sal à la guitare et de Dan à la basse, qui font appel à Frankie Orlandoni pour le chant, Jim Foster pour la guitare et John Caton pour la batterie. Après une année sous cette formation, c’est Steve Miller qui se joint à eux en tant que chanteur et en solo pour la guitare. Mais il s’arrête quelque temps après pour se consacrer à l'enregistrement d'un projet parallèle. C’est donc Scott Wilkins de Verbal Abuse qui reprend alors son poste de chanteur pendant deux années. Après quoi, Steve Miller revient au chant et à la guitare. Pour la batterie, un grand nombre de musiciens se succèderont à ce poste. Mais depuis plus de 15 ans, ce sont John Steele et Rob Sefcik qui officient régulièrement en alternance à la batterie au sein d’Electric Frankenstein.
En 1995, Electric Frankenstein a une forte popularité à New York, ils commencent à enchaîner tournées américaines puis internationales. Leur son punk rock est agrémenté d’influences hard rock, heavy metal et garage punk avec une telle énergie qu’ils sont devenus une référence pour de nombreux grands groupes. Adeptes du do it yourself, ils n’hésitent pas à figurer sur plus de 40 labels indépendants (Sub Pop, TKO Records, Victory Records, Man's Ruin Records, Estrus, Junk, Get Hip, Au-Go-Go, et bien d’autres). Les illustrations de leurs disques ont aussi une importance, favorisant le dessin et sollicitant de nombreux dessinateurs comme Savage Pencil, Derek Hess, Coop, Cameron Stewart ou encore Basil Gogos. Après la sortie de singles sur une poignée de labels indépendants, ils sortent leur premier EP vinyle, The Time Is Now, en 1995. Il est ensuite pressé sur CD avec plusieurs morceaux supplémentaires extraits de singles déjà sortis pour en faire un véritable premier album. Depuis, ils auront à leur actif plus de dix albums, presque tous édités sur différents labels indépendants et un nombre incroyable de splits, EP et autres singles. En 1998 sort l'album Listen Up, Baby!.
La musique d’Electric Frankenstein est également utilisée dans des jeux vidéo, tels que Tony Hawk's Underground, des émissions de télévision comme Viva La Bam, ou des séries telles que X-Files : Aux frontières du réel, Nitro Circus, Fantasy Factory et Dawson, mais aussi des films comme Signes et American Psycho 2: All American Girl.
En 2011, ils publient un album regroupant leurs meilleurs titres : High Voltage Rock and Roll - The Best of Electric Frankenstein! ainsi qu’un DVD regroupant 20 années d’interviews, d’apparitions télévisées et d’extraits de concert : Legacy of Electricity DVD - 20 Years of Interviews, TV Appearances, and Live.

## Membres

### Membres actuels
- Steve Miller - voix
- Sal Canzonieri - guitare
- Drew Benfante - basse
- Mike Lincoln - batterie

### Anciens membres
- Dan Canzonieri - basse
- Rob Sekcik - batterie
- John Steele - batterie
- Frankie Orlandoni - voix
- Rik L Rik - voix
- Scott Wilkins - voix
- Rene Valentine - batterie
- Jim Foster (de Adrenalin O.D.) - guitare
- Carl Porcaro - guitare
- John Caton - batterie
- Joe Martin - batterie
- Eric Arce - batterie
- Ruben - batterie
- Joel Gausten - batterie
- Chris Lynn - basse
- Sean O' Brien - basse
- Bill Gill - basse
- Johnny Sonic (de Ironhead) - basse
- Joey Rudacil (de Buzzard) - batterie

## Discographie

### Albums studio
- 1995 : The Time Is Now
- 1996 : Conquers The World
- 1997 : Sick Songs (sorti en Europe sous le titre de Action High)
- 1998 : Listen Up, Baby!
- 1998 : Spare Parts
- 1999 : Rock and Roll Monster
- 2000 : How to Make a Monster
- 2000 : Annie's Grave
- 2000 : Don't Touch Me, I'm Electric (sorti aux États-Unis sous le titre de Annie's Grave)
- 2001 : Dawn of Electric Frankenstein (split album avec Crash Street Kids, The Thing et Kathedral)
- 2001 : The Buzz of 1,000 Volts (Victory Records)

1. The Mess
2. Dead on Beauty
3. Resurrection City
4. Prey For Me
5. NY Knights
6. Dead By Dawn
7. Super Sonic Nation
8. Bite Down on Me
9. Death Dealer
10. Can't Let Go
11. Finished from the Start
12. American Lies
13. Cocaine Blues (Reprise de Johnny Cash)

- 2004 : We Will Bury You!
- 2004 : Dead and Back
- 2005 : Burn Bright, Burn Fast!
- 2011 : High Voltage Rock and Roll - The Best of Electric Frankenstein!
- 2011 : Legacy of Electricity DVD - 20 Years of Interviews, TV Appearances, and Live

### EP et splits
- 1995 : The Time Is Now
- 1997 : Fractured
- 1998 : Monster
- 1998 : Listen Up, Baby (split avec The Hookers)
- 2000 : Sod the Odds!
- 2001 : Ace's High (split avec Briegel)
- 2001 : 'Electric Frankenstein Meets Muddy Frankenstein (split avec Muddy Frankenstein)
- 2002 : Splitsville 1 (split avec The Supersuckers)
- 2003 : Electric Frankenstein Meets El Nada (split avec El Nada)
- 2003 : Stripped Down, Fueled Up! (split avec Jed Whitey, Iron Boss et The Puppies)
- 2004 : Super Kool
- 2005 : Doktor Frankendragster (split avec Bad Dog Boogie)
- 2005 : The Birth of Electric Frankenstein
- 2007 : 4 Those About to Rock (split avec The Chuck Norris Experiment, V8wankers et The Whocares)
- 2007 : Split 7" avec Valdez
- 2008 : Split 7" avec S.T.P.
- 2010 : Split CD avec The Hip Priests